# Golden Globe-galan 2010
Den 67:e upplagan av Golden Globe Awards, som belönade insatser inom TV och film från 2009, sändes från Beverly Hilton Hotel i Beverly Hills, Kalifornien den 17 januari 2010 av NBC. Programledare var Ricky Gervais.

## Vinnare och nominerade
Vinnarna listas i fetstil.

### Filmer
| Bästa film - drama | Bästa film - musikal eller komedi |
| --- | --- |
| - Avatar - Inglourious Basterds - Precious - The Hurt Locker - Up in the Air | - Baksmällan - (500) Days of Summer - It's Complicated - Julie & Julia - Nine |
| Bästa manliga huvudroll - drama | Bästa kvinnliga huvudroll - drama |
| - Jeff Bridges – Crazy Heart - Colin Firth – En enda man - Tobey Maguire – Brothers - Morgan Freeman – Invictus – de oövervinneliga - George Clooney – Up in the Air | - Sandra Bullock – The Blind Side - Carey Mulligan – An Education - Gabourey Sidibe – Precious - Helen Mirren – The Last Station - Emily Blunt – Young Victoria                                                |
| Bästa manliga huvudroll - musikal eller komedi | Bästa kvinnliga huvudroll - musikal eller komedi |
| - Robert Downey, Jr. – Sherlock Holmes - Joseph Gordon-Levitt – (500) Days of Summer - Michael Stuhlbarg – A Serious Man - Daniel Day-Lewis – Nine - Matt Damon – The Informant! | - Meryl Streep – Julie & Julia - Julia Roberts – Duplicity - Meryl Streep – It's Complicated - Marion Cotillard – Nine - Sandra Bullock – The Proposal                                                         |
| Bästa manliga biroll | Bästa kvinnliga biroll |
| - Christoph Waltz – Inglourious Basterds - Matt Damon – Invictus – de oövervinneliga - Christopher Plummer – The Last Station - Stanley Tucci – Flickan från ovan - Woody Harrelson – The Messenger                                                                                  | - Mo'Nique – Precious - Julianne Moore – En enda man - Penélope Cruz – Nine - Vera Farmiga – Up in the Air - Anna Kendrick – Up in the Air                                                                     |
| Bästa regi | Bästa manus |
| - James Cameron – Avatar - Quentin Tarantino – Inglourious Basterds - Clint Eastwood – Invictus – de oövervinneliga - Kathryn Bigelow – The Hurt Locker - Jason Reitman – Up in the Air                                                                                              | - Up in the Air – Jason Reitman och Sheldon Turner - District 9 – Neill Blomkamp och Terri Tatchell - Inglourious Basterds – Quentin Tarantino - It's Complicated – Nancy Meyers - The Hurt Locker – Mark Boal |
| Bästa sång | Bästa musik |
| - "The Weary Kind" (T Bone Burnett och Ryan Bingham) – Crazy Heart - "I See You" (James Horner, Simon Franglen och Kuk Harrell) – Avatar - "Winter" (U2 och Bono) – Brothers - "(I Want To) Come Home" (Paul McCartney) – Everybody's Fine - "Cinema Italiano" (Maury Yeston) – Nine | - Upp – Michael Giacchino - En enda man – Abel Korzeniowski - Avatar – James Horner - The Informant! – Marvin Hamlisch - Till vildingarnas land – Carter Burwell och Karen O                                   |
| Bästa animerade film | Bästa utländska film |
| - Upp - Det regnar köttbullar - Coraline och spegelns hemlighet - Den fantastiska räven - Prinsessan och grodan | - Det vita bandet (Tyskland) - Baarìa (Italien) - La nana (Chile) - Brustna omfamningar (Spanien) - En profet (Frankrike)                                                                                      |

### Television
| Bästa TV-serie - drama | Bästa TV-serie - musikal eller komedi |
| --- | --- |
| - Mad Men - Big Love - Dexter - House - True Blood | - Glee - 30 Rock - Entourage - Modern Family - The Office |
| Bästa manliga huvudroll i en TV-serie - drama | Bästa kvinnliga huvudroll i en TV-serie - drama |
| - Michael C. Hall – Dexter - Bill Paxton – Big Love - Hugh Laurie – House - Jon Hamm – Mad Men - Simon Baker – The Mentalist                                                            | - Julianna Margulies – The Good Wife - Glenn Close – Damages - January Jones – Mad Men - Kyra Sedgwick – The Closer - Anna Paquin – True Blood                                              |
| Bästa manliga huvudroll i en TV-serie - musikal eller komedi | Bästa kvinnliga huvudroll i en TV-serie - musikal eller komedi |
| - Alec Baldwin – 30 Rock - David Duchovny – Californication - Matthew Morrison – Glee - Thomas Jane – Hung - Steve Carell – The Office                                                  | - Toni Collette – United States of Tara - Tina Fey – 30 Rock - Courteney Cox – Cougar Town - Lea Michele – Glee - Edie Falco – Nurse Jackie                                                 |
| Bästa manliga huvudroll i en miniserie eller TV-film | Bästa kvinnliga huvudroll i en miniserie eller TV-film |
| - Kevin Bacon – Taking Chance - Kenneth Branagh – Wallander - Chiwetel Ejiofor – Kampen om Sydafrika - Jeremy Irons – Georgia O'Keeffe - Brendan Gleeson – Churchill - Ära och nederlag | - Drew Barrymore – Grey Gardens - Joan Allen – Georgia O'Keeffe - Jessica Lange – Grey Gardens - Sigourney Weaver – Prayers for Bobby - Anna Paquin – The Courageous Heart of Irena Sendler |
| Bästa manliga biroll i en TV-serie, miniserie eller TV-film | Bästa kvinnliga biroll i en TV-serie, miniserie eller TV-film |
| - John Lithgow – Dexter - William Hurt – Damages - Jeremy Piven – Entourage - Neil Patrick Harris – How I Met Your Mother - Michael Emerson – Lost                                      | - Chloë Sevigny – Big Love - Rose Byrne – Damages - Jane Lynch – Glee - Jane Adams – Hung - Janet McTeer – Churchill - Ära och nederlag                                                     |
| Bästa miniserie eller TV-film | |
| - Grey Gardens - Little Dorrit - Georgia O'Keeffe - Churchill - Ära och nederlag - Taking Chance                                                                                        | |

### Cecil B. DeMille Award
- Martin Scorsese